# Obsoletely Fabulous
«Obsoletely Fabulous» (укр. «Застаріло-неймовірний») — чотирнадцята серія четвертого сезону анімаційного серіалу «Футурама», що вийшла в ефір у Північній Америці 27 липня 2003 року.
Автор сценарію: Ден Веббер.
Режисер: Двейн Кері-Хілл.
Прем'єра в Україні відбулася 20 жовтня 2007 року.

## Сюжет
На виставці сучасної роботехніки компанія «Мамині дружні роботи» презентує нового досконалого робота моделі «1-X». Після того, як професор Фарнсворт купує такого робота для виконання різних доручень в офісі «Міжпланетного експреса», Бендер почувається непотрібним і вирішує пройти апґрейд задля набуття сумісності з «1-X». Стоячи в довгій черзі роботів, що очікують на апґрейд, Бендер бачить, як агресивний Роберто внаслідок процедури кардинально змінює свою вдачу (з ентузіазмом вигукуючи «я люблю чудових роботів „1-X”»). Нажаханий тим, що після апґрейду, як йому здається, робот втрачає власне «Я», Бендер стрибає з вікна.
Розуміючи, що не може повернутися до друзів, не пройшовши апґрейду, Бендер робить човен (із попереджувального знаку «Не плавати на човнах» на пляжі) і вирушає у відкрите море. Буря викидає його на берег невідомого острова. Незабаром робот починає відчувати брак алкоголю, який слугує для нього пальним. Він намагається самостійно приготувати самогон із солодкої картоплі, але не має джерела енергії для блендера.
Прокинувшись одного ранку, Бендер знайомиться з чотирма застарілими роботами, які живуть на цьому острові, як і він, відмовившись свого часу від апґрейду (касетний робот, робот з водяним приводом, робот Сінклер 2К з обмеженим ресурсом пам'яті та іграшкова мавпа). Приєднавшись до їхньої спільноти, Бендер починає розуміти, що здатний існувати і без високих технології. Роботи влаштовують йому «даунґрейд», замінивши його металеве тіло на дерев'яне. Під проводом Бендера роботи вирушають у підводному човні до Нового Нью-Йорка, оголосивши війну високим технологіям. Їхні руйнівні дії є напрочуд успішними, проте Бендер оголошує, що головною метою має стати робот «1-X».
Група прямує до «Міжпланетного експреса», знищивши лінії електропередачі. За допомогою катапульти роботи бомбардують будівлю компанії, але замість робота «1-X» поцілюють у космічний корабель, який, упавши, притискає до підлоги всю команду. Розлите пальне спалахує від однієї зі свічок, якими користувалися через відсутність електрики, і команда опиняється у вогняному кільці. Бендер намагається врятувати друзів, але його дерев'яне тіло ламається від підточення термітами та займається. Розуміючи, що загибель є неминучою, він наказує роботу «1-X» врятувати всіх. Людей врятовано, і Бендер, від якого лишилася жменя золи, визнає і приймає нового робота.
Наприкінці серії з'ясовується, що всі пригоди Бендера були всього лиш маренням, яке він пережив під час апґрейду, і внаслідок якого набув сумісності з новою технологією. Це змушує робота замислитися над тим, чи не є все його життя лише витвором його власної або навіть чужої уяви. Зрештою, зупинившись на думці «реальність є такою, якою ти сам ї робиш», Бендер виходить надвір і опиняється у казковому світі, в якому він зриває сигару з гілки дерева і підпалює її від чарівної палички маленької феї.

## Пародії, алюзії, цікаві факти
- Заголовок серії пародіює назву британського комедійного серіалу «Цілковито неймовірний» (англ. Absolutely Fabulous).
- На одному зі стендів на виставці робототехніки помітний невеличкий робот, подібний на «R2-D2» із «Зоряних воєн».
- Робот з водяним приводом носить ім'я «Ліза» на честь одного з ранніх комп'ютерів фірми «Apple».
- Згідно з коментарем на DVD, зовнішній дизайн робота «1-X» стилістично імітує комп'ютер «iMac».
- Робот «1-X» є єдиним у світі «Футурами» роботом, який сумлінно дотримується трьох законів робототехніки.
- Сюжет серії структурно нагадує оповідання Амброза Бірса «Випадок на Совиному Струмку», в якому пригоди героя виявляються маренням, пережитим ним в останню мить життя.
- Немовля, яке Бендер виймає зі свого корпуса, нагадує Томмі Піклза із анімаційного серіалу «Невгамовні».

## Особливості українського перекладу
- Під час презентації на виставці диктор називає Маму «жінкою, яка мамаполізувала виробництво роботів».
- Виконавши завдання з підрахунку грошей, робот «1-X» повідомляє: «4 долари 73 центи і одна українська гривня».
- Одна з реплік Бендера: «Ми завдамо новим технологіям такого удару, що нам присвятить пісню група „Мандри”» (в оригіналі згадується канадський гурт Rush, тексти пісень якого вирізняються футуристичною тематикою).